# Dion Boucicault, Jr.
Dion Boucicault, Jr. (23 de mayo de 1859 – 25 de junio de 1929) fue un actor y director teatral estadounidense.

## Primeros años
Su verdadero nombre era Dionysius George Boucicault, y nació en la ciudad de Nueva York. Era el tercer hijo de Dion Boucicault, actor y dramaturgo de fama en esa época, y Agnes Robertson (1833-1916), también conocida en el ambiente teatral. Boucicault tuvo dos hermanos mayores, Dion William (1855-1876), Eva (1857-1909) y tres más jóvenes, Patrice (1862-?), Nina (1867-1950) y Aubrey Boucicault (1868-1913), los dos últimos actores. Boucicault estudió en Esher y Cuddington, en Inglaterra, y en París, Francia, y sirvió brevemente en el ejército.

## Carrera teatral
El debut teatral de Boucicault tuvo lugar con la obra Louis XI, escrita por su padre e interpretada en el Teatro Booth de Nueva York el 11 de octubre de 1879. Su debut en Londres, Inglaterra, tuvo lugar en noviembre de 1880, encarnando a Andy en otra pieza de su padre, Andy Blake.
A partir de entonces trabajó en el teatro de manera constante, bien como actor o bien como director teatral. En 1885 fue a Australia con su padre y decidió quedarse allí. Se asoció con Robert Brough en 1886, representando en los teatros Bijou de Melbourne y Criterion de Sídney una larga serie de obras de Thomas William Robertson, Arthur Wing Pinero, y otros dramaturgos de la época, todas ellas producidas con gran cuidado y habilidad. Formó una compañía con su hermana Nina y con George Sutton Titheradge y G. W. Anson, con la cual interpretaban comedias modernas, aunque también hicieron una incursión en Shakespeare produciendo una notable Mucho ruido y pocas nueces. Boucicault tenía para entonces una valiosa experiencia como productor y actor, y cuando volvió a Londres en 1896 era capaz de asumir cualquier papel. Así, el 20 de enero hizo uno de sus mejores interpretaciones, la de Sir William Gower en Trelawney of the Wells, a la cual siguió una sucesión de importantes papeles, incluyendo a muchos personajes 'seniles y malhumorados'. Además, dirigió la primera producción de Peter Pan, así como otras obras de James Matthew Barrie, A. A. Milne y otros dramaturgos de la época.
Boucicault visitó Australia de Nuevo en 1923 con su esposa, Irene Vanbrugh, interpretando un repertorio en el que se incluían Mr Pim Passes By, Belinda, The Second Mrs Tanquerary, Trelawney of the Wells, His House in Order y Aren't We All. Hizo otras dos visitas, una en 1926, acompañado por Brian Aherne, y otra en 1927-28 en la que trabajó en piezas de James Matthew Barrie, Milne y otros.

## Fallecimiento
La salud de Boucicault empezó a deteriorarse estando en Australia, y de vuelta a Inglaterra vía Nueva Zelanda, falleció en Hurley, Inglaterra, el 25 de junio de 1929.